# Beichtzettel
Als Beichtzettel (Schedula confessionis)  wird im Katholizismus seit dem Konzil von Trient (1545–1563) die vom Beichtvater ausgestellte Bescheinigung einer abgelegten Beichte bezeichnet.

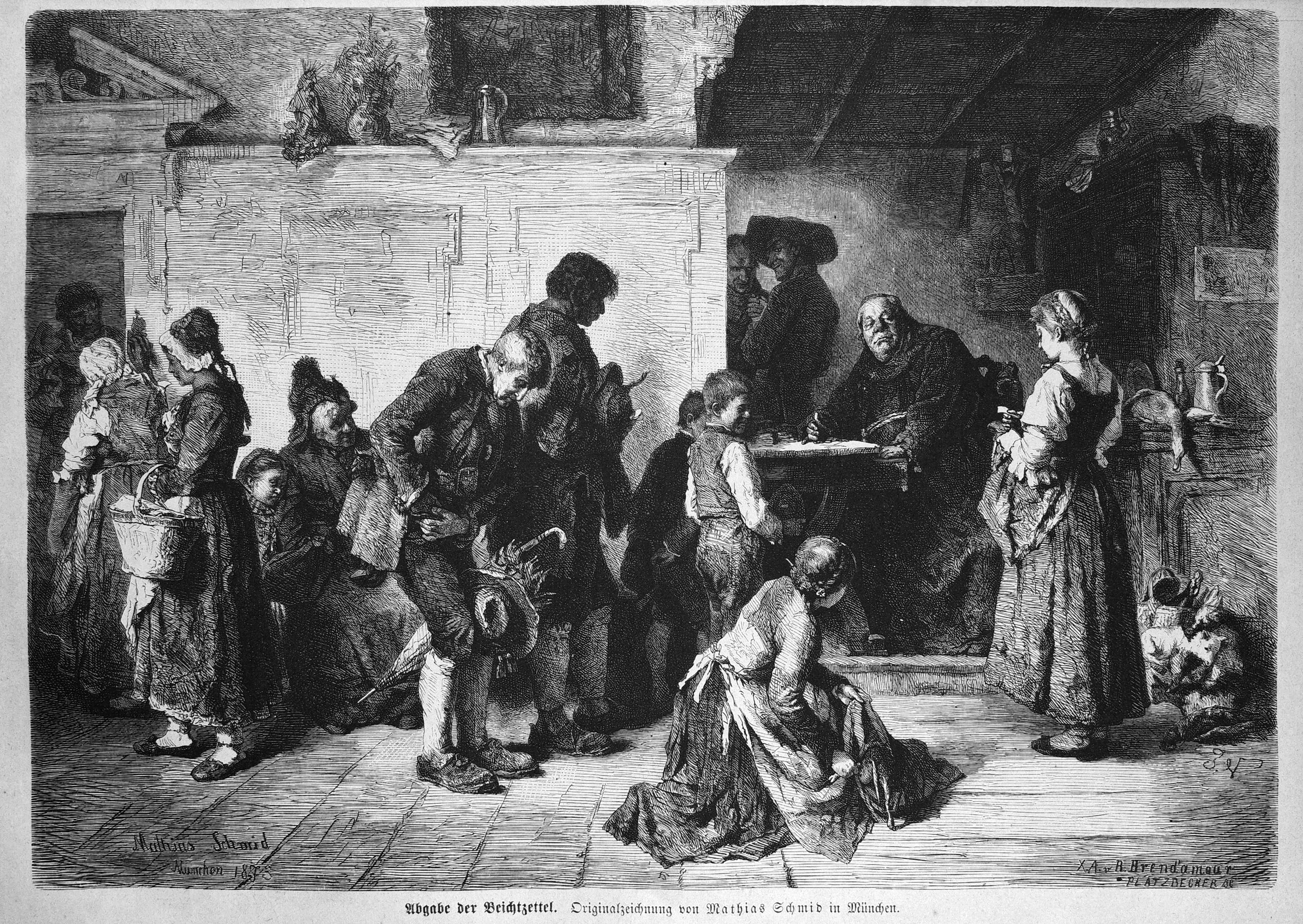
Mathias Schmidt: Ablieferung des Beichtzettels, Radierung, Die Gartenlaube. 1874

## Geschichte
Der Beichtzettel als politisch-religiöses Kontrollinstrument spielte vor allem ab der Gegenreformation eine bedeutende Rolle. Da die Rekatholisierung nicht ohne Zwang erfolgte, musste die Einhaltung des Kirchengebots „Das Kirchenmitglied soll wenigstens einmal im Jahr, möglichst in der österlichen Zeit, das Bußsakrament empfangen.“ überprüfbar gemacht werden. Dies erfolgte über die Ausstellung von Beichtzetteln.

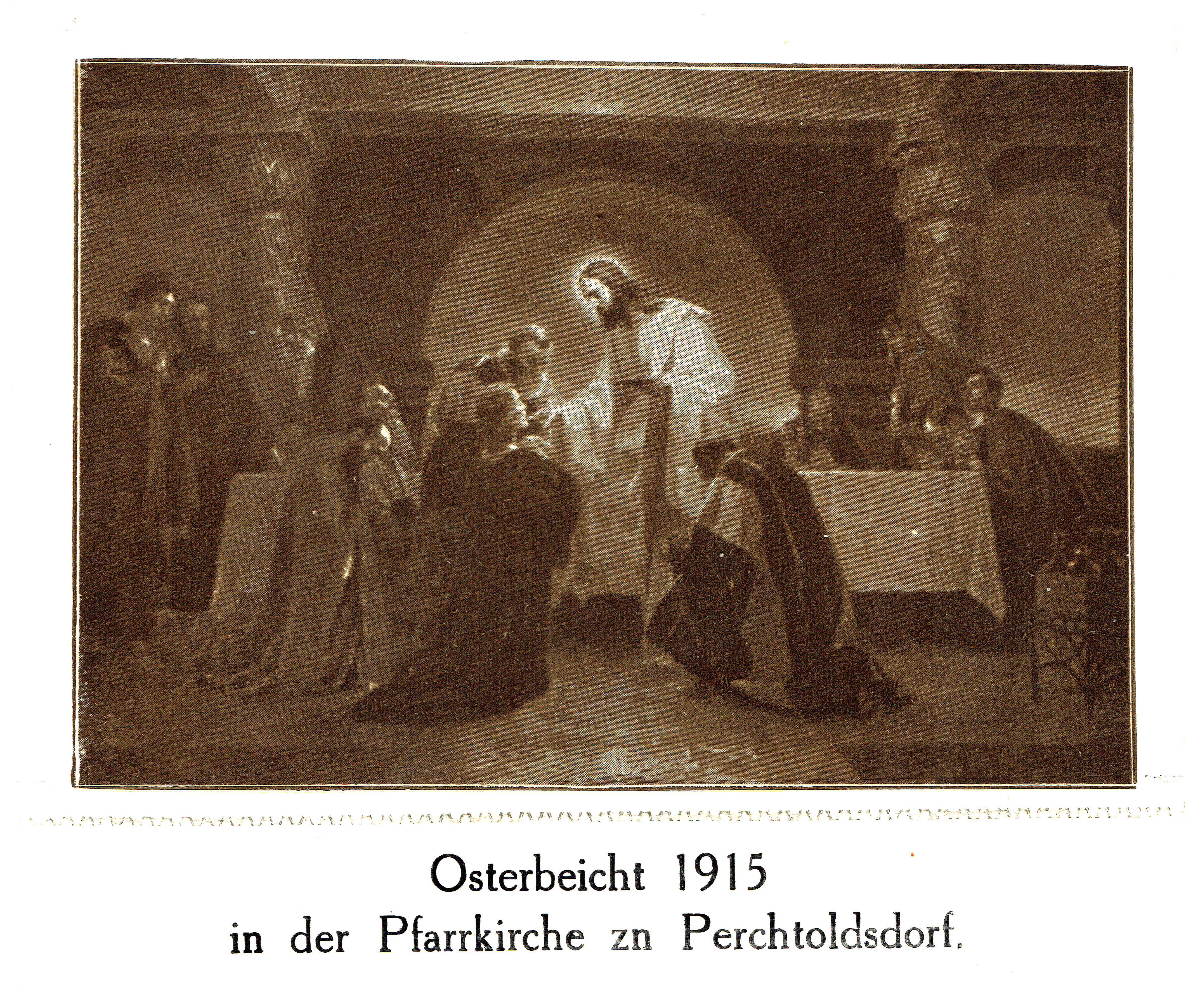
Beichtzettel aus Perchtoldsdorf. Der untere Teil ist perforiert und daher abtrennbar

In der Praxis überreichte nach der Beichte in der Osterzeit der Priester dem Beichtenden ein Bildchen mit umseitigem lateinischen, seit Mitte des 19. Jahrhunderts landessprachigen Text, zum Nachweis der abgelegten Beichte. Sobald die Fastenzeit vorbei war, führte man in den Pfarreien die Beichtzettelsammlung oder „Seelenbeschreibung“ durch, bei der ein vertrauenswürdiger Geistlicher durch die Straßen ging und die Haushalte kontrollierte. So sammelte er jeweils einen abtrennbaren Abschnitt als Beleg ein. In diesem Zuge überreichte man ihm kleinere Geldbeträge („Beichtkreuzer“, „Beichtpfennige“, „Beichtgroschen“) oder Naturalien.
In einigen Städten Böhmens wurden im Zuge der kirchlichen Restauration die Beichtzettel von den Jesuiten und den Kapuzinern dann dem jeweiligen Stadthauptmann abgeliefert, um somit die Reformierten aus Handel und Gewerbe ausschließen zu können. Anderen Reformierten gelang es jedoch mit gekauften Beichtzetteln die Kommissionen zu täuschen.

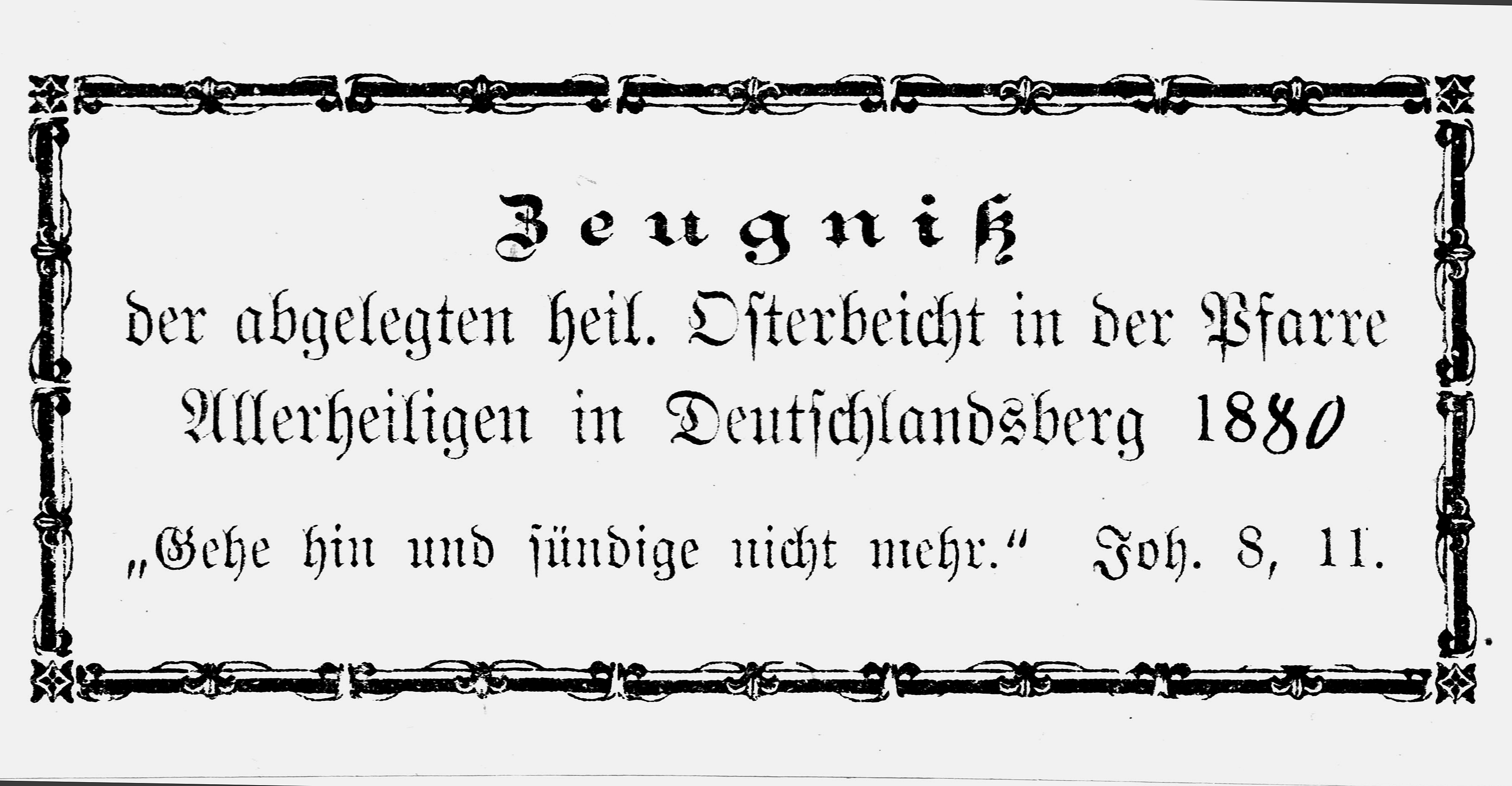
Beichtzettel aus der Pfarre Deutschlandsberg 1880 (Originalgröße ca. 32 × 72 mm)

Allerdings erwies sich während des 17. Jahrhunderts unter anderem in Böhmen und der Prager Neustadt der widerrechtliche und ausufernde Handel mit Beichtzetteln durch manche Geistliche als einträgliches Geschäft, das weit über die im Alpenraum übliche Ablieferung des Ostergroschens hinausging und das Kirche und Staat deshalb mit hohen Geldstrafen von bis 10 Prozent des Besitzes zu unterbinden versuchten. In einem Fall wurde 1631 sogar die Todesstrafe gegen einen katholischen Geistlichen in Prag ausgesprochen, der Reformierten mit im großen Stil verkauften Beichtzetteln die Täuschung ermöglicht hatte. Wie der Stadtpfarrer wurden auch sie zum Tode verurteilt.
In Frankreich kam es wegen des Handels mit Beichtzetteln in der Auseinandersetzung mit dem Jansenismus zu heftigen Konflikten. Reisende des frühen 19. Jahrhunderts beschwerten sich in ihren Berichten über den beklagenswerten Handel mit Beichtzetteln in Spanien, den dort selbst Prostituierte vornehmen würden.
Gegen den selbst unterschwelligen Handel mit Beichtzetteln in Verbindung mit Beichtkreuzern und Beichtpfennigen bildete sich sowohl in der katholischen Laienbewegung als auch bei den Theologen eine Gegenbewegung Mitte des 19. Jahrhunderts, die einfach mit den Worten der Synode von Trier von 1549 argumentierte: „Für die Ausspendung der heiligen Taufe und Buße soll der Pfarrer Nichts verlangen; freiwillige Gaben kann er annehmen.“
Der Kontrollaspekt des Beichtzettels hatte vor allem in ländlichen Gebieten bis ins 20. Jahrhundert eine gewisse, sich allerdings langsam abschwächende Bedeutung. In Österreich kontrollierten die Bauern damit ihr Gesinde. Dabei soll es teilweise zu einem regelrechten Schwarzhandel mit Beichtzetteln gekommen sein: Mesner veräußerten im südlichen deutschen Sprachraum Beichtzettel „unter der Hand“ und fleißige Beichtgeher verkauften sie an interessierte Mitbürger. Auch wurden bis in die 1960er Jahre durch die Gläubigen Beichtzettel über die Pfarreigrenzen hinweg beschafft, wenn in der Nachbarpfarrei keine Kontrollen erfolgten.
Durch Beichtbildchen in Polen mit Imprimatur, die angebliche jüdische Altarschänder anklagten, für die zu Gott gebetet werden sollte, wurde der Antisemitismus in Łódź nach dem schweren Pogrom von Przytyk 1936 sogar noch verstärkt.

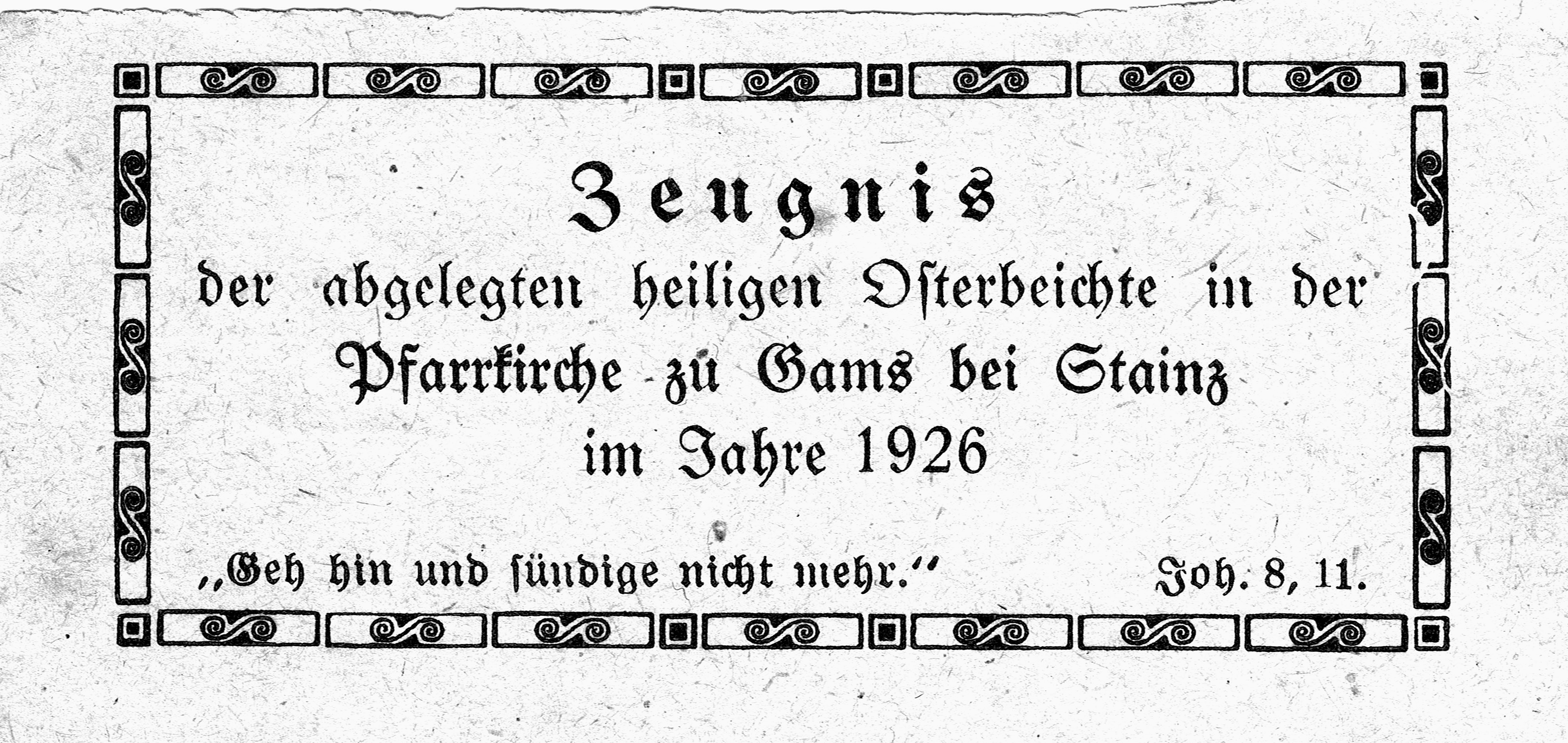
Beichtzettel aus der Pfarre Gams 1926 (Originalgröße ca. 32 × 72 mm)

Noch heute gibt es „Beichtbildchen“ bzw. „Osterbildchen“, vornehmlich aus bestimmten Anlässen (Beichte in der österlichen Zeit, bei Wallfahrten etc.). Diese Bildchen sind von der Größe her als Einlage ins Gesang- oder Gebetbuch geeignet. Auf der Vorderseite ist meist ein Heiligenbild, ein Bildnis Jesu oder ein Marienbildnis, auf der Rückseite sind ein geistlicher Text als Anleitung zum Gebet des Gläubigen und die Daten aufgedruckt. Beichtzettel und -bildchen stellen auch ein Objekt der kulturhistorischen Sammlertätigkeit dar.

## Siehe auch

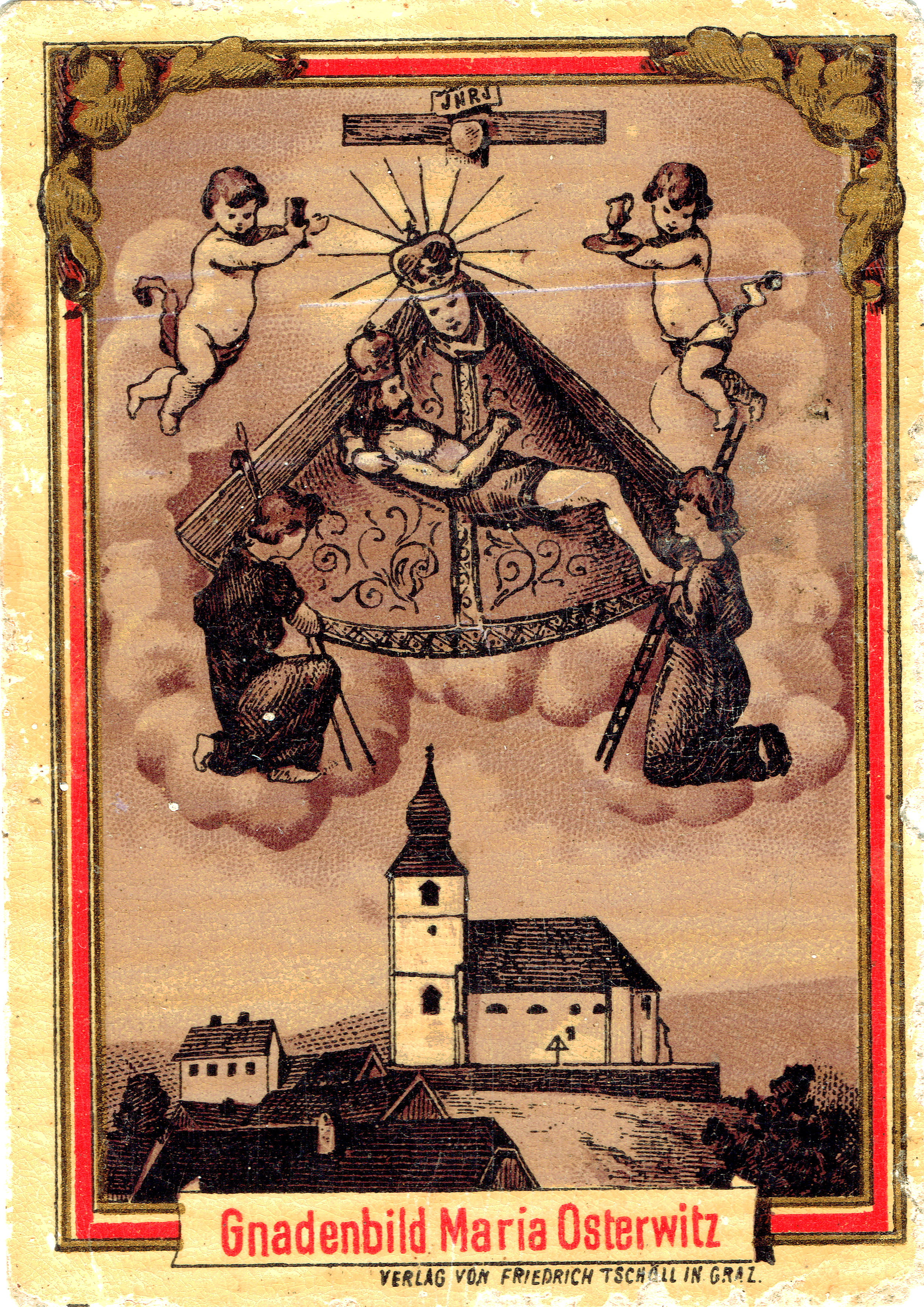
Andachtsbildchen („Beichtbildchen“) aus Osterwitz (Originalgröße ca. 55 × 75 mm)

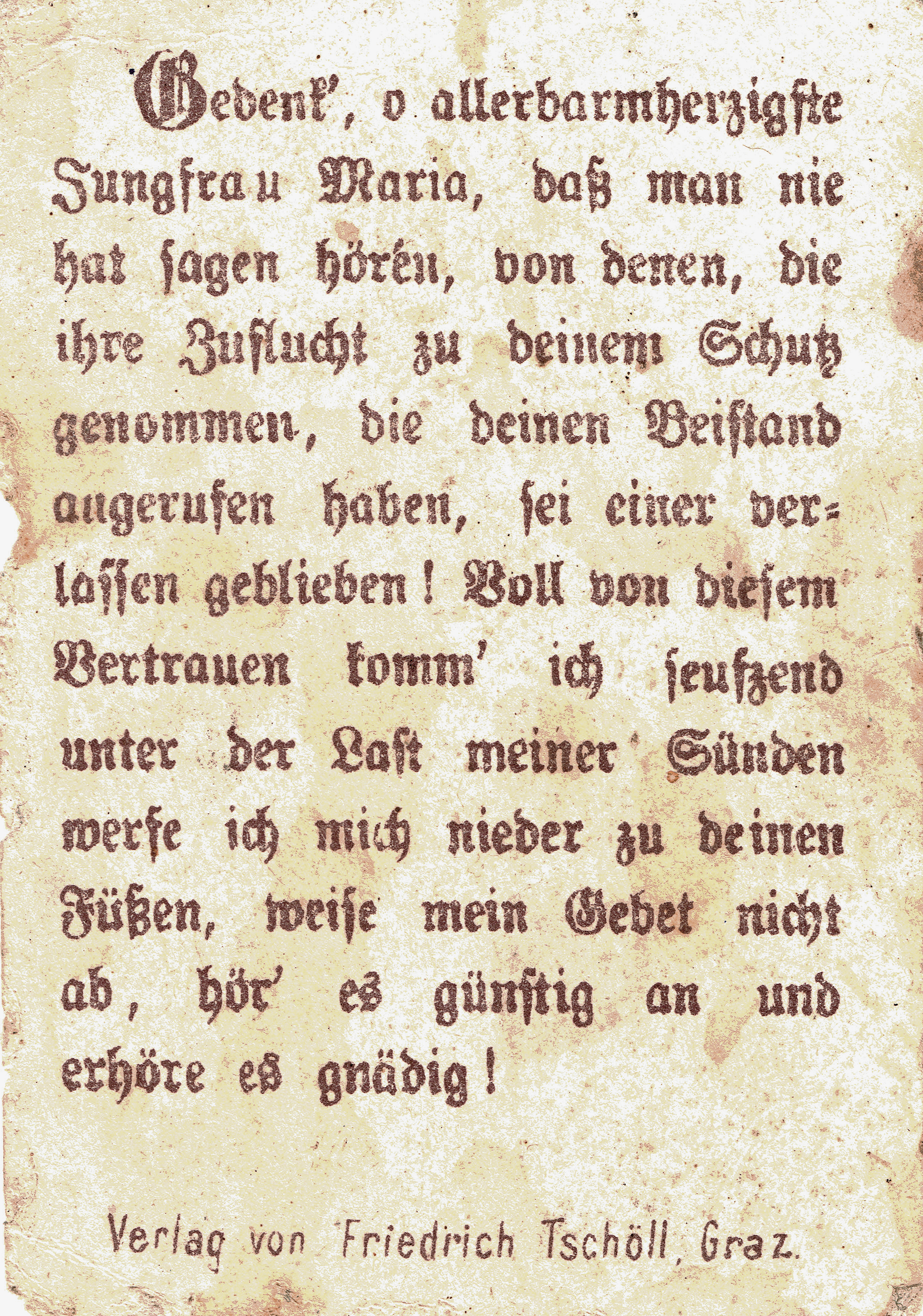
Rückseite des Andachtsbildchens aus Osterwitz mit Gebet zur Hl. Maria